# Zoarchias neglectus
Zoarchias neglectus is een  straalvinnige vissensoort uit de familie van stekelruggen (Stichaeidae). De wetenschappelijke naam van de soort is voor het eerst geldig gepubliceerd in 1908 door Tanaka.
De soort staat op de Rode Lijst van de IUCN als Onzeker, beoordelingsjaar 2009.